# Eclissi di Talete
L'eclissi di Talete fu un'eclissi solare che, secondo lo storico greco antico Erodoto, fu accuratamente prevista dal filosofo greco Talete di Mileto. Se il racconto di Erodoto è accurato, questa eclissi è la prima registrata come conosciuta prima del suo verificarsi. Molti storici ritengono che l'eclissi prevista fosse l'eclissi solare del 28 maggio 585 a.C. Come esattamente Talete abbia predetto l'eclissi rimane incerto; alcuni studiosi affermano che l'eclissi non fu mai prevista. Altri hanno sostenuto date diverse, ma solo l'eclissi del maggio 585 a.C. corrisponde alle condizioni di visibilità necessarie per spiegare l'evento storico.
Secondo Erodoto, l'apparizione dell'eclissi fu interpretata come un presagio e interruppe una battaglia in una guerra di lunga data tra Medi e Lidi. Lo scrittore americano Isaac Asimov descrisse questa battaglia come il primo evento storico la cui data è conosciuta con precisione fino ad oggi, e chiamò la predizione "la nascita della scienza".

## L'eclissi
L'eclissi ha raggiunto il picco sull'Oceano Atlantico a 37,9°N 46,2°W e il percorso ombroso ha raggiunto l'Anatolia sud-occidentale nelle ore serali. Il fiume Halys, il presunto luogo della battaglia menzionato da Erodoto, si trova appena all'interno del margine di errore per ΔT fornito.

## Erodoto
Le Storie 1.73–74 di Erodoto affermano che in quel periodo iniziò una guerra tra i Medi e i Lidi. Nel sesto anno ebbe luogo un altro combattimento, durante il quale, proprio mentre la battaglia si faceva più calda, il giorno si trasformò improvvisamente in notte. Questo avvenimento era stato predetto da Talete di Mileto, il quale ne preavvisò gli Ioni, fissandone l'anno stesso in cui effettivamente avvenne. I Medi e i Lidi, quando videro il cambiamento, cessarono le ostilità ed erano ugualmente ansiosi di raggiungere un accordo di pace.

## La previsione di Talete
Sebbene siano stati espressi dubbi sulla verità della storia, ci sono altri resoconti oltre a quello di Erodoto. Diogene Laerzio dice che Senofane, che visse nello stesso secolo di Talete, rimase colpito dalla predizione, e fornisce anche ulteriori testimonianze dei presocratici Democrito ed Eraclito.
Cicerone afferma che Talete fu il primo uomo a predire con successo un'eclissi solare durante il regno di Astiage, l'ultimo re dell'impero dei Medi. Plinio il Vecchio menziona anche che Talete aveva predetto un'eclissi solare durante il regno di Aliatte di Lidia.
Al tempo della presunta previsione di Talete non era ancora noto che le eclissi fossero causate dall'interposizione della Luna tra la Terra e il Sole, un fatto che non sarebbe stato scoperto se non più di un secolo dopo da Anassagora o Empedocle.
Se il racconto è vero, è stato suggerito che Talete avrebbe dovuto calcolare il momento di qualsiasi eclissi riconoscendo i modelli nella periodicità delle eclissi.
È stato ipotizzato che Talete potrebbe aver utilizzato il ciclo di Saros nella sua determinazione, o che potrebbe aver avuto una certa conoscenza dell'astronomia babilonese. Tuttavia, a quel tempo i Babilonesi erano lontani dall'essere in grado di prevedere le condizioni locali delle eclissi solari, il che rende questa ipotesi altamente improbabile. A quel tempo, non esisteva un ciclo noto che potesse essere utilizzato in modo affidabile per prevedere un’eclissi per una determinata posizione e, pertanto, qualsiasi previsione accurata sarebbe stata frutto di fortuna.